# Палочкин и Галочкин
Палочкин и Галочкин (рус. дореф. Палочкинъ и Галочкинъ) — немой художественный фильм Александра Алексеевича Ханжонкова. Фильм не был выпущен, не завершён.

## История
В 1907 году Александр Ханжонков знакомится с Эмилем Ошем, работающим в фирме «Братья Пате». Ханжонков и Ош создают торговый дом «Э. Ош и А. Ханжонков» (позже — Торговый дом Ханжонкова), и вместе летом 1907 года они снимают первый фильм «Палочкин и Галочкин».

Фильм был неудачен, о чём сам Ханжонков пишет в своих воспоминаниях:
«Съемка производилась в Сокольническом кругу на эстраде для оркестра. Аппарат стоял на земле, и действующие лица — два комика — оказались снятыми, в некоторых местах, без голов (головы были срезаны рамкой). Кроме того, были и другие дефекты». 
Тогда фильм не был завершён и не выпущен в прокат. Эмиль Ош ушёл из торгового дома. Но неудачи не остановили Александра Ханжонкова. Вместе с первым оператором Владимиром Сиверсенем они снимают несколько видовых картин — хроник. А позже они снимают фильм «Драма в таборе подмосковных цыган» (1908 год).

## Сюжет
О сюжете фильма мало что известно, известно только то что двое актёров-комиков (в некоторых источниках — клоуны) разыгрывали комедийные сцены перед камерой.